# 夏洛特·萨尔维
夏洛特·萨尔维（英語：Charlot Salwai，1963年4月24日—），男，瓦努阿图政治人物，曾任瓦努阿图总理。